# Arlington (Texas)
Arlington is een stad in de Amerikaanse staat Texas en telt 332.969 inwoners. Het is hiermee de 53e stad in de Verenigde Staten (2000). De stad maakt deel uit van het stedelijk gebied Dallas-Fort Worth Metroplex. De oppervlakte bedraagt 248,0 km², waarmee het de 69e stad is.

## Demografie
Van de bevolking is 6,1 % ouder dan 65 jaar en bestaat voor 24,7 % uit eenpersoonshuishoudens. De werkloosheid bedraagt 2,7 % (cijfers volkstelling 2000).
Ongeveer 18,3 % van de bevolking van Arlington bestaat uit hispanics en latino's, 13,7 % is van Afrikaanse oorsprong en 6 % van Aziatische oorsprong.
Het aantal inwoners steeg van 261.999 in 1990 naar 332.969 in 2000.

## Klimaat
In januari is de gemiddelde temperatuur 6,3 °C, in juli is dat 29,6 °C. Jaarlijks valt er gemiddeld 856,0 mm neerslag (gegevens op basis van de meetperiode 1961-1990).

## Sport
Honkbalclub Texas Rangers is de enige sportclub uit Arlington die uitkomt in een van de vier grootste Amerikaanse sportcompetities.

## Plaatsen in de nabije omgeving
De onderstaande figuur toont nabijgelegen plaatsen in een straal van 16 km rond Arlington.

## Geboren
- David Williams (1980), pokerspeler
- Chris Sheffield (1988), acteur
- Jennifer Stone (1993), actrice
- Madison Pettis (1998), actrice